# 天主教科里亞-卡塞雷斯教區
天主教科里亞-卡塞雷斯教區（拉丁語：Dioecesis Cauriensis-Castrorum Caeciliorum）是西班牙一個羅馬天主教教區，屬梅里達-巴達霍斯總教區。
科里亞教區傳說成立於389年，但最早的文獻記載見於589年的托萊多第三次公會議，1603年建立教區的修道院。1957年4月9日易名至今。
教區包括卡塞雷斯省的西部地區，座堂位於科里亞。2007年，教區在當地263,430人口中有有教友251,701人（佔轄區總人口95.5%）、160個堂區、170名司鐸、1名執事、34名修士和298名修女。教區主教現時出缺。